# Exégèse juive de la Bible
 (octobre 2007).
L'exégèse juive de la Bible consiste à expliquer et à appliquer la Bible hébraïque, c'est-à-dire à en élucider le message et en tirer la Loi. S'exprimant par divers canaux, dont le midrash (« investigation » des versets) et le targoum (traduction, souvent interprétative ou accompagnée de paraphrases), elle est, dès la clôture du canon biblique, le principal domaine d'activité intellectuelle et scientifique développée par et dans le judaïsme. 
Elle le demeure même lorsque les Juifs ont découvert d'autres sphères à la suite de leurs contacts avec les Hellènes et les Arabes. Ce sont d'ailleurs souvent les commentaires bibliques qui contiennent les premières traces de cette influence extérieure. 
C'est en effet du besoin de réaliser une exégèse rationnelle, en accord avec le texte et la tradition, que naît la philologie hébraïque, et que se légitime la philosophie juive, exemplifiées dans le commentaire de Saadia Gaon. La philosophie prend ultérieurement de plus en plus d'importance dans l'exégèse, quand bien même les opinions qu'elle développe iraient à contre-courant du judaïsme traditionnel. C'est aussi sous la forme du commentaire biblique que la Kabbale se popularisera, avec le Zohar.
Parallèlement à l'exégèse philologico-philosophique pratiquée en Espagne, se développe en France l'école de Rachi, considéré comme l'exégète biblique par excellence. Malgré la prépondérance de plus en plus marquée avec le temps de l'étude du Talmud, l'étude de la Torah avec commentaire de Rachi est considérée comme la base minimale d'une éducation juive traditionnelle.
Au cours des siècles de décadence et d'ignorance, l'exposition de la Bible dans ses aspects variés reste l'activité la plus populaire et la plus assidûment cultivée dans les cercles juifs. Les grandes évolutions culturelles commencent elles aussi avec des innovations dans le domaine de l'exégèse, dont celles de Saadia, de Rachi et de Moses Mendelssohn, qui remet l'étude du texte biblique à l'honneur. 
L'exégèse juive traditionnelle est violemment remise en question par Spinoza dans son Traité théologico-politique et relativement délaissée par les juifs progressistes au profit de la critique radicale appliquée à la Bible. Elle est en revanche farouchement défendue par les juifs orthodoxes, qui ignorent la critique radicale, ou s'attachent plus rarement à infirmer ses conclusions. D'autres tentatives, de milieux non-orthodoxes, sont effectuées afin de trouver une voie de conciliation entre critique et tradition.
Ce qui a été dit par exemple dans le Pentateuque, presque dans sa totalité, ne peut pas être interprété littéralement: si cela s'applique à l'exégèse sur la création du monde (il y a le Maaseh Breishit (en)), il en va de même pour les figures bibliques de la Patriarches, auquel cas on dépasse aussi le symbolisme des Sefirot sans nier leur existence réelle.

## Débuts de l'exégèse juive
L'élaboration sur la Torah proprement dite remonte au prophétisme, où des individus, dirigeant souvent des cercles d'étude, font appel aux images et au langage de la Torah pour rappeler la population à l'ordre. Toutefois, leurs interprétations du message et des prescriptions bibliques sont considérées, par les Pharisiens tout au moins, comme émanant de Dieu Lui-même, et ne pouvant être soumises à investigation. C'est pourquoi le Talmud enseigne qu'un prophète ne peut formuler de nouvelle halakha (loi), et qu'on ne peut pas déduire de règle halakhique à partir des prophètes. 
Toute traduction est une forme de commentaire. L’usage du Targoum (traduction en araméen) remonte à l’époque d’Ezra le Scribe (-450 EC). L’hébreu a été supplanté chez beaucoup par l’araméen, fût-il de Babylone ou de Syrie, de sorte que, lors de la lecture bihebdomadaire de la Torah prescrite par Ezra, qui s’effectue bien sûr en version originale, un individu se charge des sous-titres en simultané. Cet individu est nécessairement érudit, versé dans les deux langues et dans la sémantique, dont chaque mot, voire chaque lettre, est chargé, connaissant donc la Torah de façon approfondie. Cependant, au-delà de la parenté entre les idiomes sémantiques, il existe impérativement des différences dans le contenu idéique véhiculé, et toute traduction devient nécessairement interprétative. Comment rendre, par exemple, l’idée de tohu-bohu, ou distinguer entre la grandeur de l’homme, et la grandeur du Léviathan, comment rendre des mots n’ayant pas leur équivalent dans l’autre langage, et inversement, comment éviter des mots pouvant conduire à un dévoiement de l’idée originelle ? 
De même que la tradition orale s’élabora dans un premier temps en parallèle de la tradition écrite, de même le Midrash se développe-t-il sur l’ossature du Targum. Le traducteur est amené à expliquer les raisons de son choix de traduction, puis à élaborer sur ce choix, puis élaborer sur l’élaboration. Parallèlement, les Tannaïm développent le Midrash, à visée homilétique tout d’abord, l’auditoire étant plus sensible à l’application d’une prescription législative lorsque celle-ci est joliment emballée dans des aggadot, et exégétique ensuite. Celui-ci fut particulièrement prisé en Terre d’Israël, n’apparaissant pas dans le Talmud de Jérusalem, mais dans des recueils midrashiques, tels que le Midrash Rabba, le Midrash Tanhouma, les Pirke deRabbi Eliezer, tous ces ouvrages ayant été compilés entre 400 et 1000 EC.

## Chronologie sommaire
- IIe siècle EC Onkelos, Terre d’Israël
- 892 - 942 Saadia Gaon, Égypte
- 1040-1105 Rachi - Shlomo ben Yitzchak, France
- 1085-1174 Rashbam - Shmouel ben Meir (petit-fils de Rachi), France
- 1092-1167 Raaba - Abraham ben Meir Ibn Ezra, Espagne
- 1160-1235 RaDaK - David Kimhi, Provence
- XIIIe siècle Daat Zqenim : compilation des commentaires bibliques des Tossafistes
- 1194-1270 Ramban - Moïse ben Nahman (Nahmanide), Espagne
- 1275-1340 Baal HaTourim - Yaakov ben Asher, Allemagne/Espagne
- 1288-1344 Ralbag - Levi ben Gershom (Gersonide), France
- 1437-1508 Abravanel - Isaac Abravanel, Portugal/Venise
- 1475-1550 Sforno - Ovadia Sforno, Italie
- 1550-1619 Keli Yakar - Shlomo Ephraim ben Aharon de Lonschitz, Pologne
- 1565-1630 Hashla HaKadosh - Isaïe ben Abraham HaLevi Horowitz
- 1641-1718 Siftei Hakhamim - Sabbataï Bass, Pologne
- 1696-1743 Or Hahayim - Haim Ibn Attar, Maroc
- 1741-1804 le Maggid de Dubno - Jacob ben Wolf Kranz
- 1746-1813 Rabbi David de Lvov, Pologne
- 1762-1839 Hatam Sofer - Moshe Schreiber, Allemagne/Bratislava
- 1765-1827 Simha Bunem de Przysu’ha, Pologne
- 1800-1865 Shadal - Shmouel David Luzzato, Italie
- 1808-1888 Samson Raphael Hirsch, Allemagne
- 1809-1879 Malbim - Meir Lev ben Yehiel Michaël, Pologne/Roumanie
- 1847-1905 Sfat Emet - Yehuda Aryeh Leib de Ger, Pologne
- 1838-1933 Hafetz Haïm - Israël Meir Kagan HaCohen, Pologne
- 1856-1926 Samuel Bornstein, Pologne
- 1865-1935 Abraham Isaac Kook, Lituanie/Israël
- 1903-1994 Yeshayahou Leibowitz, Riga/Israël
- 1905-1997 Nehama Leibowitz, Riga/Israël
- 1922-1996 Léon Askénazi dit Manitou, Oran (Algérie)/Israël
- 1930-1989 Pinhas HaCohen Peli, Israël
- 1930-2001 Haim Stern, États-Unis
- 1937-     Adin Steinsaltz, Israël

## Onkelos
Onkelos est un traducteur araméen de la Bible hébraïque au IIe siècle EC. Prosélyte, c'est-à-dire converti au Judaïsme, élève de Rabbi Yehoshoua et Rabbi Eliezer, les deux plus grands Sages de ce temps, sa traduction, composée en Terre d’Israël, devint rapidement le standard utilisé dans les synagogues babyloniennes au cours de l’ère d’élaboration et de rédaction du Talmud. Elle est imprimée en marge du texte dans quasiment toutes les éditions standard modernes. 
Rachi, Maïmonide, et bien d’autres, considèrent cette traduction indispensable à l’exégèse, car elle reflète particulièrement bien la compréhension que les Sages avaient des Écritures à l’époque d’Onkelos. 
Beaucoup d’érudits modernes contestent la paternité du texte à Onkelos, pensant qu’elle lui fut attribuée dans le haut Moyen Âge sur base d’une confusion avec une (autre) traduction d’Onkelos le Prosélyte mentionnée dans le Talmud. Néanmoins ces mêmes critiques n’ont pu proposer d’autorité alternative au Targum.

## Rachi
Rabbenou Shlomo Yitzhaki, dit le Parshandata, le père du Commentaire, est un rabbin champenois né en 1040, et décédé en 1105. Il passa la plus grande partie de sa vie à Troyes, mais alla étudier dans les académies de Worms, Spire et Mayence (Magenza). Vigneron de son état, Rachi a rédigé un commentaire sur la Bible hébraïque, et pratiquement tout le Talmud, achevé par son gendre et ses petits-fils. Son commentaire fait une si grande autorité en la matière que le Talmud serait considéré comme un livre scellé sans lui, et son commentaire biblique est imprimé en marge du texte dans quasiment toutes les éditions standard. Il fut en outre le premier texte hébraïque mis sous presse de l’histoire. 
En commentant le Tanakh et le Talmud, Rachi ne souhaite ni se lancer dans des discussions savantes, ni débattre de questions philosophiques ou théologiques ardues, mais seulement rendre, au sens restituer, à son peuple les moyens de comprendre ces textes écrits dans une langue trop antique, parlant de choses trop élevées, se basant des notions trop anciennes, et sur lesquels ils doivent pourtant se baser de façon indispensable pour continuer à perpétuer les traditions d’un peuple qui, s’il ne peut en aucun cas rajouter ni retrancher quoi que ce soit à la lettre, doit s’y conformer dans un monde en perpétuelle mutation.

 Pour ce faire, il a retransmis les opinions des Anciens, des maîtres de la tradition prophétique, puis rabbinique, en recherchant la clarté de pensée, et la clarté de style, n’hésitant pas à recourir à la langue d’oïl (la langue vernaculaire de la France du Nord du XIe siècle) afin de simplifier encore plus l’explication proposée. 
Cette recherche de la concision, tant dans la forme que dans le fond de la formulation, est une valeur typiquement française, ce que ne manqueront pas de rappeler Emmanuel Levinas ou Léon Askénazi.
On recense plus de 130 supercommentaires sur celui de Rachi. Beaucoup estiment même que tout commentaire biblique écrit après Rachi en est un supercommentaire à un certain degré.

## Rabbenou Abraham ben Meir Ibn Ezra
Né vers 1090 à Tudèle, en Saragosse, décédé vers 1165 à Calahorra, poète, grammairien, traducteur, commentateur, philosophe, mathématicien, astronome, et médecin, fut l’un des plus éminents érudits de l’âge d’or espagnol.
Son commentaire biblique est principalement basé sur l’examen minutieux de la grammaire et la philologie hébraïques, ainsi que sur les réalités de la vie à l’époque biblique. Il émet plusieurs théories sur les différents sens que peut revêtir un terme (non exclusifs les uns des autres), avec la question sous-jacente de savoir dans quelle mesure il est possible de s'éloigner du sens littéral. À ses yeux, seules les expressions contenant des anthropomorphismes pour décrire le divin sont à prendre au sens second.
À noter qu'Abraham ibn Ezra distingue l'exégèse non-littérale de l'exégèse allégorique.
En effet, l'interprétation allégorique de la Bible est typique du Christianisme. Néanmoins, si sens littéral et non-littéral peuvent coexister, être "tous deux authentiques, et si l'un ressemble au corps, l'autre ressemble à l'esprit", le sens premier est obligatoire, et le sens second s'y subordonne.
De nombreuses considérations philosophiques émaillent son propos. Très influencé par la philosophie, le Néoplatonisme en particulier (les passages où il traite de l'âme, surtout de l'âme rationnelle, font immanquablement penser au Fons Vitae d'Ibn Gvirol), Ibn Ezra ne voit aucun conflit entre science et religion, étant donné que, selon lui, science et astronomie sont la base des études Juives. Il est partisan d’un rationalisme forcené, voyant par exemple dans les cieux et la terre du premier verset de la Genèse, le ciel et la terre ferme, ce qui est bien sûr en contradiction avec tous les autres commentateurs.
Citant souvent Juda Halevi, il représente néanmoins le point de vue opposé, encore que certaines idées, notamment celle du Dieu libérateur ayant fait irruption dans l'Histoire, nullement soumis à aucun déterminisme, n'ait manqué de le marquer.
Comme Maïmonide après lui, Ibn Ezra s'exprime rarement de façon claire, semblant réserver son commentaire à une certaine élite. Son style est laconique à l’extrême, au point d’en devenir énigmatique, nécessitant des supercommentaires dont le plus répandu est celui de Rabbenou Shlomo haCohen, intitulé Avi Ezer. 
Se faisant défenseur du judaïsme rabbanite contre la dissidence karaïte, il s’appuie également fortement sur les enseignements de Saadia Gaon, dont l’œuvre est tout entière vouée à cette lutte.

### Sa méthode
Dans l'introduction aux deux versions de son commentaire biblique, Abraham ibn Ezra retrace l'histoire de l'exégèse biblique, du Talmud jusqu'à nos jours. À deux reprises, il distingue quatre méthodes exégétiques, plus la sienne propre
- La première est celle des Guéonim, directeurs des académies talmudiques de Babylone. Ibn Ezra, comparant la vérité au centre d'un cercle, les situe loin du centre, mais dans le cercle. Leurs exégèses contiennent des « digressions inutiles ».
- La seconde porte sur les Karaïtes : « Ils pensent être au sens du cercle, mais en ignorent en réalité l'emplacement. » Ils fournissent des interprétations contredisant la tradition, dû à leur méconnaissance de la philologie, mais aussi de la grammaire (alors qu'ils furent les premiers à étudier les Écritures de façon rationnelle, d'après l'écrit lui-même), ainsi que leur remise en cause du calendrier hébraïque, dont dépend la bonne pratique du Judaïsme.
- La troisième, l'exégèse chrétienne, et allégorique en général (cf. supra), est vivement attaquée : elle découvre partout des mystères, à interpréter allégoriquement, détournant l'Écriture de son sens premier. Néanmoins, ibn Ezra leur reconnaît ce mérite de « savoir que tout commandement, petit ou grand, doit être pesé sur la balance du cœur (siège de l'intelligence), car le discernement s'y trouve. »
- La quatrième est celle des Tannaïm et Amoraïm : elle ne souscrit pas aux règles de la philologie, mais contient de profonds secrets qu'il est impératif d'étudier.

Ayant exposé ces quatre formes, ibn Ezra fait part de la sienne : elle est basée sur une bonne connaissance de l'hébreu (ce qui exclut encore une fois l'exégèse chrétienne qui se pratique sur des traductions et non l'« original ».) En effet, pour lui, l'hébreu est le lashon haqodesh (la langue sainte), remontant au premier homme